# Campylopus hensii
Campylopus hensii là một loài Rêu trong họ Dicranaceae. Loài này được Renauld & Cardot mô tả khoa học đầu tiên năm 1897.